# Eileen Wearne
Eileen Wearne (née le 30 janvier 1912 à Sydney - morte le 6 juillet 2007) était une athlète australienne. Elle a participé aux Jeux olympiques d'été de 1932 à Los Angeles et fut médaillée aux Jeux de l'Empire britannique en 1938.

## Biographie
Spécialiste du sprint, Eileen Wearne s'aligna sur le 100 mètres aux Jeux de Los Angeles en 1932. Elle ne fut pas sélectionnée pour les Jeux de l'Empire britannique en 1934, ni pour les Jeux de Berlin en 1936, mais elle s'aligna à Sydney sur le 220 yards en 1938 aux Jeux de l'Empire britannique, y décrochant une médaille de bronze. Elle participa également au relais 4 × 110 yards avec l'équipe d'Australie avec laquelle elle remporta la médaille d'or.
Eileen Wearne fut la première athlète australienne (avec la sauteuse en hauteur Doris Carter) à être sélectionné pour les JO et les Jeux de l'Empire. Doyenne des sélectionnés olympiques australiens, elle décède à l'âge de 95 ans le 6 juillet 2007.